# Faceless (1988)
Faceless (Originaltitel: Les prédateurs de la nuit) ist ein Horrorfilm des spanischen Regisseurs Jess Franco aus dem Jahr 1988.

## Handlung
Doktor Flamand ist ein bekannter Schönheitschirurg. Aber nicht alle Patienten sind zufrieden mit seiner Arbeit. Eine ehemalige Patientin möchte sich an ihm rächen und verübt ein Säureattentat auf seine Schwester Ingrid. Flamand ist verzweifelt und möchte das Gesicht seiner Schwester wiederherstellen. Zu diesem Zweck nimmt er Kontakt zu Dr. Moser auf. Dr. Moser hatte im Zweiten Weltkrieg Gesichtstransplantationen im KZ Dachau ausgeführt und gilt als Spezialist auf dem Gebiet. Damit die Operation erfolgreich und das Resultat ansprechend wird, entführt Flamands Geliebte Natalie das Model Barbara Hallen als Organspenderin. Ihr Vater Terry Hallen ist über die Entführung seiner Tochter entsetzt und beauftragt den Privatdetektiv Sam Morgan, seine Tochter zu finden.

## Wissenswertes
- Der Film ist eine Neuverfilmung des Georges-Franju-Klassikers Augen ohne Gesicht.

## Kritik
„Mit Faceless gelang Jess Franco ein stellenweise durchaus spannender und stellenweise auch sehr blutiger Thriller, der durchaus auch denen gefallen könnte, die mit Jess Francos Filme sonst nicht so viel anzufangen wissen.“

„‚Faceless‘ ist sehr sorgsam inszeniert und sogar richtig spannend. (…) Neben der technischen Brillanz, die dieser Streifen ungeahnterweise bietet, sind vor allem die herben Gore-Sequenzen und das Aufgebot an bekannten Darstellern interessant. So wiederholt z. B. Anton Diffring seinen Part aus ‚Der rote Schatten‘ und auch Jess-Franco-Spezi Howard Vernon hat als Dr. Orloff einen Kurzauftritt. Helmut Berger in der Rolle des Arztes Flamand fühlt sich sichtlich wohl und spielt gut aufgelegt. (…) ‚Faceless‘ ist ziemlich sexy und aufregend.“